# Single (musique)
Pour les articles homonymes, voir Single.

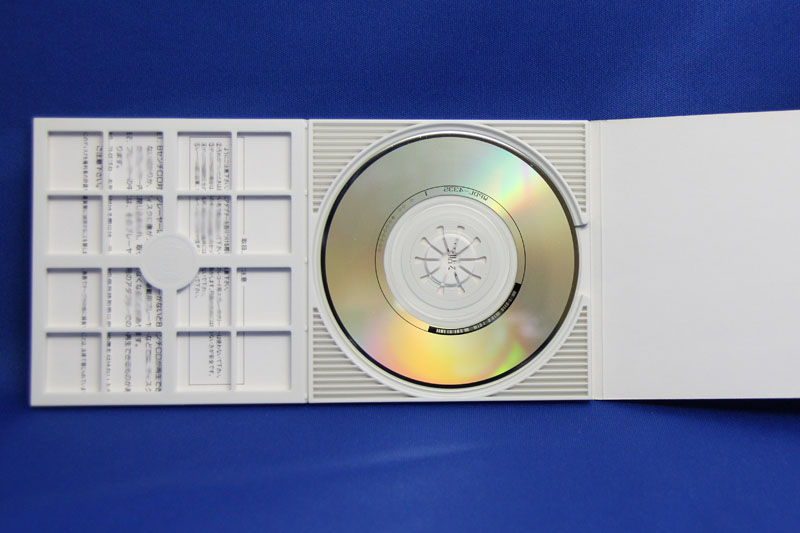
Exemple de single CD.

Un single /ˈsɪŋɡəl/ , également appelé simple ou monoplage, est un enregistrement musical court (en général moins de dix minutes). Il a succédé, après l'invention du CD, au disque vinyle 45 tours. Il est habituellement en rapport avec un album déjà sorti ou qui est sur le point de l'être. Un single contient le plus souvent un ou deux morceaux en « face A », souvent accompagnés d'un ou plusieurs « B-sides » (faces B), qui peuvent être une version instrumentale ou a cappella, un remix ou une version alternative de la face A. Cela peut aussi être une autre chanson de l'artiste présente sur l'album en rapport, ou sur un album précédent. Cela peut également être un inédit ou un duo présent sur l'album d'un autre artiste.
En général, les enregistrements contenant plus de deux titres inédits ne sont pas considérés comme des singles mais comme des EP. La plupart des singles n'ont qu'une chanson en « face A », mais certains se présentent sous forme de « double face A ». Un exemple célèbre est le single Strawberry Fields Forever / Penny Lane des Beatles, ces deux morceaux figurant côte à côte dans le titre du single. Il existe par ailleurs des singles dont le titre est différent de celui du morceau contenu dans l'album, mais cela reste rare : on peut citer Closer to God de Nine Inch Nails, qui se nomme Closer sur l'album.

## Historique
À l'époque des disques vinyles 45 tours à deux titres, il n'y avait pas de morceau nettement privilégié par sa position sur le disque ; puisqu'on pouvait tourner et retourner le disque comme une pièce de monnaie, il n'y avait pas de « piste 1 ». La différence entre les chansons de la face A et celles de la face B était donc une différence de mise en valeur artistique et commerciale. Les singles sur CD présentent quant à eux les pistes dans un ordre bien précis. Ils sont souvent publiés sous le terme « CD 2 titres » contenant le morceau mis en valeur en première position suivi d'un deuxième titre (remix, version instrumentale, etc.). 
Jusqu'à la fin des années 1960, il était courant au Royaume-Uni de ne pas publier sur les albums les chansons qui sortaient en single, en témoignent la discographie des Beatles et celle des Rolling Stones.
Aujourd'hui, les singles sont majoritairement publiés sur Internet en streaming. Les chansons principales des singles proviennent en général d'un album (soit un album déjà publié, soit sur le point de sortir), et la publication du single a notamment pour but de faire la promotion de l'album. Des singles non extraits d'albums existent aussi. Normalement, un à quatre singles sont extraits d'un album, il est exceptionnel de dépasser cette limite.
Lorsque le single d'un artiste est un duo, la chanson est parfois également ajoutée à la discographie de l'« artiste invité » (album, compilation).
Certains singles « 2 titres » sont réalisés dans des versions présentant les deux chansons dans un ordre différent. Par exemple, le single du groupe Muse existe dans le version Dead Star/In Your World et dans la version In Your World/Dead Star (aucune des deux chansons n'a été publiée sur un album). Il se peut aussi que certains singles se présentent sous la forme de deux CD contenant chacun une chanson (par exemple, le single de Kent FF/Vinternoll).
Les singles proposent souvent une « version radio », dite « version single », de la chanson principale, différente de la « version originale ». Par exemple, la chanson peut être modifiée pour avoir une durée plus adaptée à un passage en radio. Donc plus courte en général (exception faite de I Want to Break Free de Queen qui est plus longue en single qu'en album). Il se peut aussi que, pour éviter la censure, les paroles soient modifiées. Par ailleurs les arrangements peuvent être notablement remaniés afin de correspondre à la couleur musicale de la radio pressentie pour une diffusion. L'esprit de la chanson est généralement préservé.
En revanche, les remix pour les discothèques et les clubs refaçonnent bien davantage la chanson, elle peut subir des modifications radicales de structure au point de devenir méconnaissable : paroles raccourcies voire supprimées, mélodie réduite au seul refrain ou bien au contraire développée en plusieurs thèmes progressifs… En ce domaine, les choix et les méthodes sont très variables selon les DJ, les techniciens remixeurs et les tendances musicales à la mode. Seul le but recherché reste inchangé : rendre la chanson suffisamment dansante pour passer en boîte de nuit.